# Perry Como
Pierino Ronald "Perry" Como (18 tháng 5 năm 1912 - 12 tháng 5 năm 2001) là một ca sĩ, diễn viên và nhân vật truyền hình của Mỹ, biệt danh là "Mr. C.". Trong suốt sự nghiệp hơn nửa thế kỷ, ông đã thu âm độc quyền cho hãng RCA Victor trong 44 năm sau khi đặt bút ký hợp đồng với nhãn dĩa này vào năm 1943. Ông đã bán ra hàng triệu bản dĩa hát và dẫn dắt một chương trình truyền hình về âm nhạc hàng tuần. Các chương trình truyền hình hàng tuần và các chương trình đặc biệt theo mùa của ông được phát sóng trên toàn thế giới. Tạp chí Billboard tóm gọn cuộc đời ông trong vài dòng: "50 năm âm nhạc và một cuộc đời đáng sống. Một ví dụ cho tất cả chúng ta."
Como đã giành năm giải Emmy trong giai đoạn từ 1955 đến 1959, giải Christopher (1956) và chia sẻ giải Peabody với thân hữu là Jackie Glory vào năm 1956. Ông được đưa vào Đại sảnh Danh vọng của Viện Hàn lâm Khoa học và Nghệ thuật Truyền hình Mỹ năm 1990 và nhận Danh hiệu Trung tâm Kennedy vào năm 1987. Năm 2002, sau khi Como qua đời, ban tổ chức Grammy trao cho ông giải thưởng Thành tựu trọn đời Grammy. Ông được vinh danh vào Đại sảnh Âm nhạc Long Island năm 2006. Ông có đến ba ngôi sao trên Đại lộ Danh vọng Hollywood nhờ thành công trong lĩnh vực phát thanh, truyền hình và âm nhạc.